# همسفر (قصه پریان)
همسفر (دانمارکی: Reisekamaraten) داستانی خیالی از هانس کریستیان آندرسن است که نخستین بار در سال ۱۸۳۵ منتشر شد. این داستان دربارهٔ پسر فقیری به نام جان است که پس از مرگ پدرش، با کمک همسفری جادویی موفق به ازدواج با شاهدختی زیبا می‌شود.

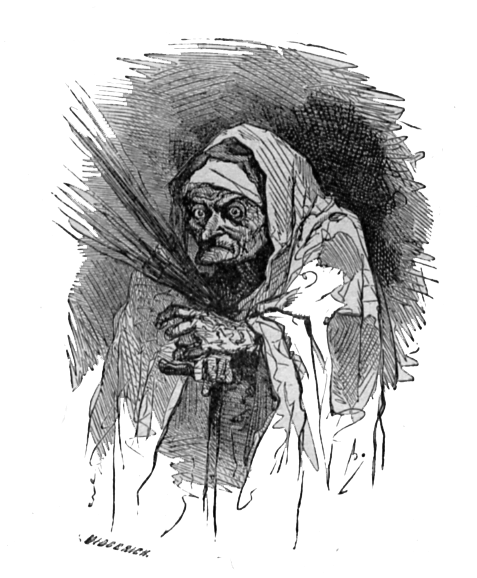
پیرزنی با سه جارو

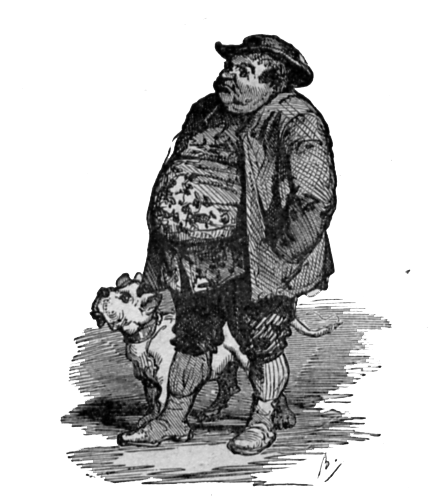
قصاب و سگش

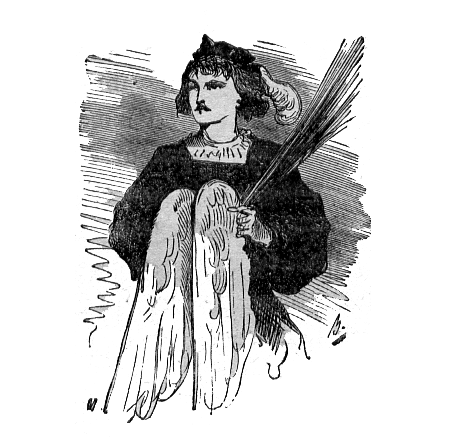
جاروها و بال های قو

## داستان
جان، پسرکی فقیر، بر بالین پدر بیمارش نشسته بود که پدرش با لبخند و آخرین سخنانی مهربانانه درگذشت. جان که دیگر کسی را در دنیا نداشت، اشک‌ریزان شب را کنار پدر خوابید و در خواب، پدرش را شاد و سالم دید که او را به دختری زیبا با تاجی از طلا معرفی می‌کرد. پس از خاکسپاری پدر، جان تصمیم گرفت که مردی نیک باشد تا روزی پدرش را در بهشت ملاقات کند.
او با پنجاه ریکسدالر و کمی پول خرد راهی سفر شد. پس از عبور از دشت‌ها، در کلیسایی کوچک برای استراحت توقف کرد. در شب، دو مرد را دید که قصد داشتند جسدی را از تابوت بیرون کشند چون مرده به آن‌ها بدهکار بود. جان، همهٔ دارایی‌اش را به آنان داد تا مرده را رها کنند.
در مسیر سفر، با مردی ناشناس آشنا شد که پیشنهاد همراهی داد. این مرد، بسیار دانا و مهربان بود و بعدها بارها به جان کمک کرد. در جنگل، جان به پیرزنی کمک کرد و همسفرش با مرهمی جادویی پای شکستهٔ پیرزن را درمان کرد و در ازای آن، سه جاروی ساخته شده از سرخس و بید گرفت.
در مسافرخانه‌ای، نمایش عروسکی برگزار می‌شد. سگ قصابی، عروسک ملکه را شکست. همسفر جان، با همان مرهم، عروسک را درمان کرد و در عوض، شمشیری از صاحب نمایش گرفت. 
در ادامه، آنان با قوی سفید بزرگی روبه‌رو شدند که پس از آواز خواندن، مرد. همسفر، با شمشیرش بال‌های قو را برید و همراه خود برد. آنان به شهری رسیدند که شاهدختی زیبا ولی ظالم در آن زندگی می‌کرد. هر کس خواستگار او می‌شد باید سه حدس می‌زد؛ اگر نمی‌توانست، کشته می‌شد.
جان، که شاهدخت را از خوابش به یاد داشت، عاشق او شد و تصمیم گرفت شانس خود را امتحان کند. شاه پیر، با دیدن اجساد شاهزادگان پیشین، جان را از خطر آگاه کرد اما او منصرف نشد. شب‌هنگام، همسفر جان، با استفاده از بال‌های قوی مرده و جاروها، مخفیانه شاهدخت را دنبال کرد. شاهدخت با بال‌هایی سیاه، به کوهی جادویی پرواز کرد.
درون کوه، شاهزاده با جادوگری پیر دیدار کرد. جادوگر گفت که فردا در حدس اول، به کفشش فکر کند. همسفر همه را شنید و بازگشت. روز بعد، جان درست حدس زد: «کفش». شب دوم، همین ماجرا تکرار شد و این بار پاسخ «دستکش» بود. شب سوم، جادوگر به شاهدخت گفت: «فردا به سر من فکر کن.» همسفر، پس از شنیدن آن، هنگام بازگشت شاهدخت، سر جادوگر را برید و در دستمالی گذاشت.
روز سوم، شاهدخت با جامه‌ای سیاه حاضر شد. جان، دستمال را باز کرد و سر جادوگر را نشان داد. همه شگفت‌زده شدند و شاهدخت تسلیم شد. قرار شد شب عروسی برگزار شود.
اما هنوز جادوی سیاه در وجود شاهدخت بود. همسفر جان، سه پر از قو و قطراتی خاص به او داد و گفت: "شاهدخت را در آب بخوابان، و با سه بار فروبردن در آب، طلسمش را بشکن." جان چنین کرد. بار نخست، شاهدخت فریاد زد و به قویی سیاه بدل شد. بار دوم، قو سفید شد با حلقه‌ای سیاه دور گردن. بار سوم، دوباره به زیباترین دختر جهان تبدیل شد و از جان به خاطر رهایی‌اش سپاسگزاری کرد.
صبح روز بعد، همسفر جان گفت که اکنون باید برود، چون دینی را ادا کرده است. او همان مرده‌ای بود که جان برایش همه‌چیز را فدا کرد تا در آرامش دفن شود. سپس ناپدید شد.
جان و شاهدخت ازدواج کردند. شاه پیر، نوه‌هایش را روی زانوانش می‌نشاند و آنان با عصای سلطنتی بازی می‌کردند. و جان، پادشاه سراسر آن سرزمین شد.